# Menziken
Menziken (toponimo tedesco) è un comune svizzero di 6 181 abitanti del Canton Argovia, nel distretto di Kulm.

## Monumenti e luoghi d'interesse

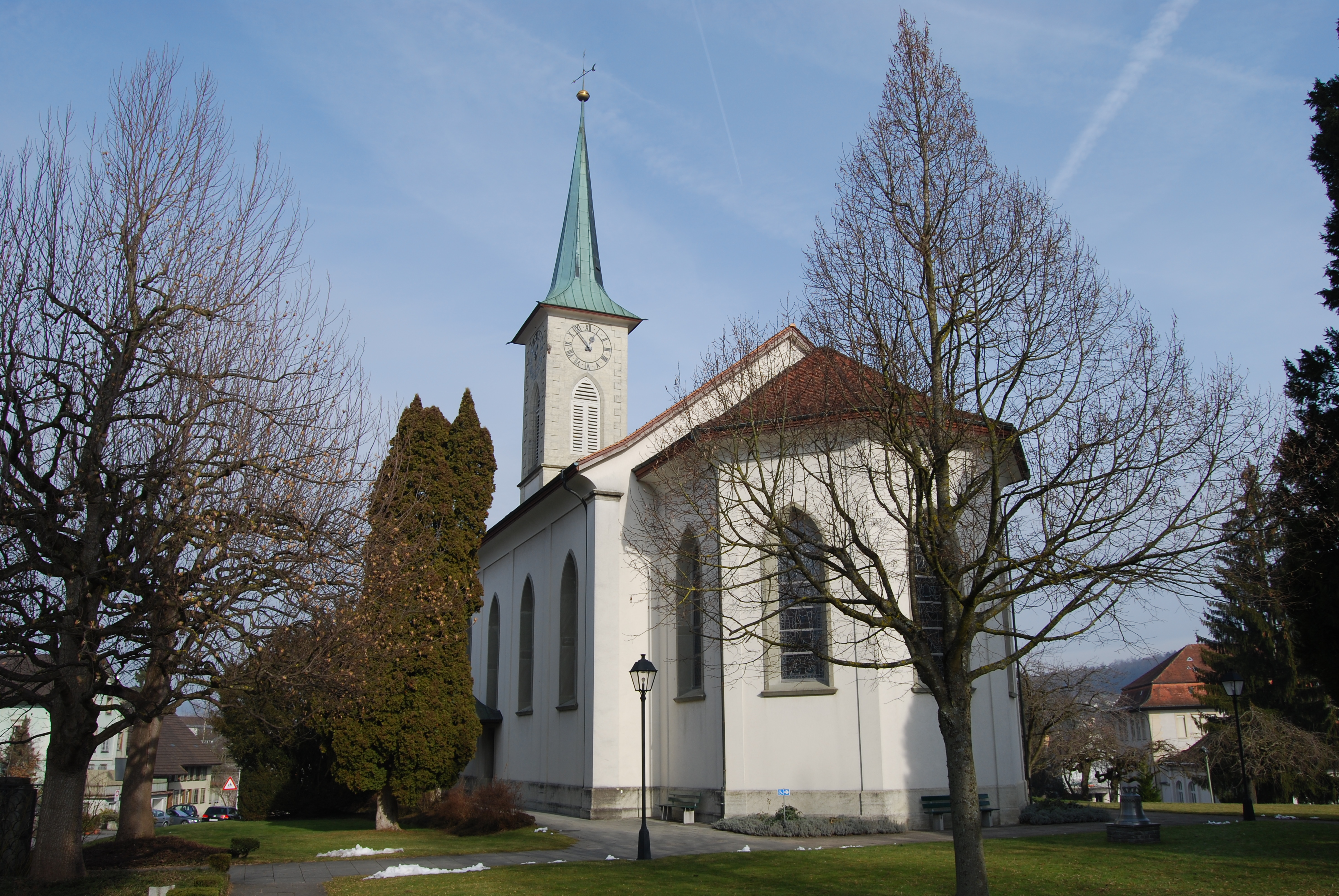
La chiesa riformata

- Chiesa riformata, eretta nel 1889-1890[1];
- Chiesa cattolica di Sant'Anna, eretta nel 1906-1907[1].

## Società

### Evoluzione demografica
L'evoluzione demografica è riportata nella seguente tabella:
Abitanti censiti

## Infrastrutture e trasporti

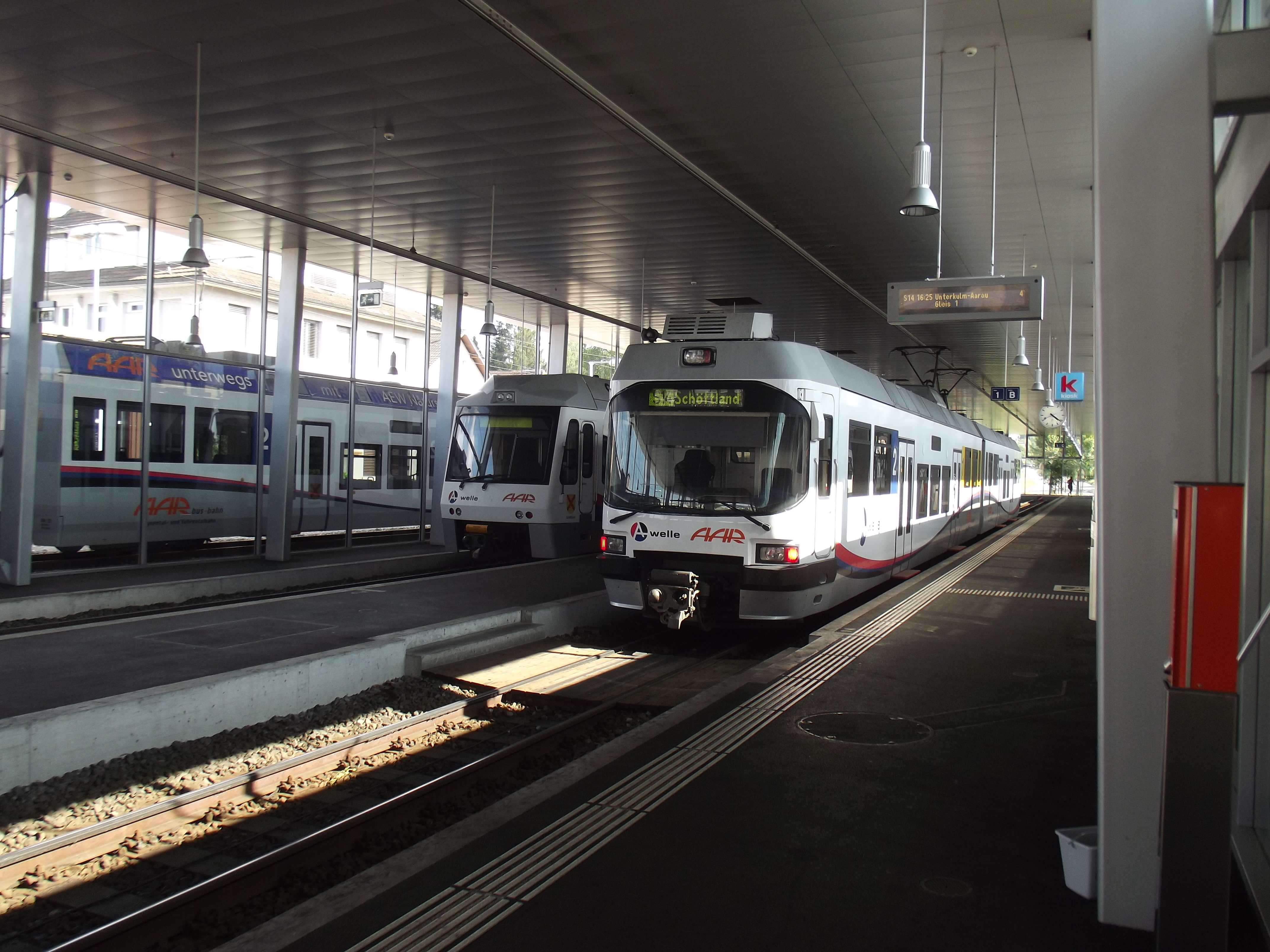
La stazione di Menziken

Menziken è servito dalle stazioni di Menziken e di Menziken-Burg sulla ferrovia Wynental- und Suhrentalbahn (linea S14 della rete celere dell'Argovia).

## Amministrazione
Ogni famiglia originaria del luogo fa parte del cosiddetto comune patriziale e ha la responsabilità della manutenzione di ogni bene ricadente all'interno dei confini del comune.